# Ramsey (Cambridgeshire)
Ramsey – miasto i civil parish w Anglii, w hrabstwie Cambridgeshire, w dystrykcie Huntingdonshire. Leży 32 km na północny zachód od miasta Cambridge i 105 km na północ od Londynu. W 2011 roku civil parish liczyła 8479 mieszkańców.